# Митар Бјелица
Митар Бјелица,(Бранковићи код Рогатице, 7. новембар 1951) је пуковник Војске Републике Српске у пензији.

## Биографија
Завршио је Ваздухопловну војну гимназију "Маршал Тито" у Мостару 1970, Ваздухопловнотехничку војну академију 1973. у Рајловцу, а Вишу војну ваздухопловнотехничку академију 1982. у Београду. Магистрирао је 1992. на Електротехничком факултету у Београду одбраном рада "Примена Калмановог филтра при иницијацији инерцијалних навигационих система". Службовао је у гарнизонима Мостар, Београд и Рајловац. Био је командир ваздухопловнотехничке чете и чете за ваздухопловнотехничко одржавање. Прије ступања у ВРС био је наставник на Катедри војностручних предмета Војне академије Војске Југославије, смјер ваздухопловнотехничке службе, у Београду, у чину потпуковника. У ВРС је био од 10. јуна 1994. до 29. јуна 1998. Био је референт за снабдијевање у Управи Ваздухопловства и противваздушне одбране у Главном штабу ВРС и начелник Ваздухопловнотехничког одсјека. У чин пуковника унапријеђен је 16. јуна 1997.

## Одликовања и признања
Одликован у ЈНА:
- Орден за војне заслуге са сребрним мачевима
- Орден Народне армије са сребрном звијездом
- Орден рада са сребрним вијенцем